# Вязовка (Тонкинский район)
Вязовка — село в Тонкинском районе Нижегородской области. Административный центр сельского поселения  Вязовский сельсовет.

## География
Находится на расстоянии примерно 11 километров по прямой на северо-восток от районного центра поселка Тонкино.

## История
Известно с 1873 года, когда в ней было отмечено дворов 15 и жителей 125, в 1905 году 48 и 274 соответственно. Являлось одним из центров расселения старообрядцев беспоповского толка. В 1926 было учтено дворов 53 и жителей 286.

## Население
Постоянное население  составляло 449 человек (русские 99%) в 2002 году, 403 в 2010 .